# Томмі Лоуренс
Томас «Томмі» Джонстоун Лоуренс (англ. Thomas Johnstone Lawrence, 14 травня 1940, Дейллі, Південний Ершир, Шотландія — 9 січня 2018) — шотландський футболіст, що грав на позиції воротаря.
Виступав, зокрема, за клуб «Ліверпуль», а також національну збірну Шотландії.

## Клубна кар'єра
Вихованець футбольної школи клубу «Воррінгтон Таун».
У дорослому футболі дебютував 1957 року виступами за команду клубу «Ліверпуль», в якій провів чотирнадцять сезонів, взявши участь у 306 матчах чемпіонату. За цей час здобув два чемпіонства, кубок та три Суперкубка Англії. Більшість часу, проведеного у складі «Ліверпуля», був основним голкіпером команди.
Протягом 1971—1974 років захищав кольори команди клубу «Транмер Роверз». Завершив професійну ігрову кар'єру у цьому ж клубі.
Помер 9 січня 2018 року на 78-му році життя.

## Виступи за збірні
1962 року залучався до складу молодіжної збірної Шотландії. На молодіжному рівні зіграв в одному офіційному матчі.
1963 року дебютував в офіційних матчах у складі національної збірної Шотландії. Протягом кар'єри у національній команді, яка тривала 7 років, провів у формі головної команди країни 3 матчі, пропустивши 5 голів.

## Досягнення
- Чемпіон Англії: 1963–64, 1965–66
- Володар кубка Англії: 1964–65
- Володар Суперкубка Англії: 1964, 1965 (розділений), 1966

| Дата       | Місто  | Господарі | Результат | Гості     | Турнір                                   | Голи | Примітки |
| ---------- | ------ | --------- | --------- | --------- | ---------------------------------------- | ---- | -------- |
| 9/06/1963  | Дублін | Ірландія  | 1 – 0     | Шотландія | товариський матч                         | -1   |          |
| 16/04/1969 | Глазго | Шотландія | 1 – 1     | Німеччина | Відбір до ЧС 1970                        | -1   |          |
| 3/05/1969  | Рексем | Уельс     | 3 – 5     | Шотландія | Домашній чемпіонат Великої Британії 1969 | -3   |          |
| Усього     |        | Матчів    | 3         |           | Голів                                    | -5   |          |